# جوان ساستري
جوان ساستري (بالإسبانية: Joan Sastre Vanrell)‏ هو لاعب كرة قدم إسباني في مركز الدفاع، ولد في 30 أبريل 1997 في بوريراس في إسبانيا. شارك مع منتخب إسبانيا تحت 19 سنة لكرة القدم. أما مع النوادي، فقد لعب مع ريال مايوركا ب وريال مايوركا.

## وصلات خارجية
- جوان ساستري على موقع الاتحاد الأوربي (الإنجليزية)
- جوان ساستري على موقع قاعدة بيانات كرة القدم.إي يو (الإنجليزية)
- جوان ساستري على موقع Soccerway.com (الإنجليزية)
- جوان ساستري على موقع عالم كرة القدم.نت (الإنجليزية)
- جوان ساستري على موقع AS.com (الإسبانية)